# Kunzang Choden
Kunzang Choden (Tang, 1952) è una scrittrice bhutanese.
È la prima donna scrittrice del suo Paese.

## Biografia
Nata nel distretto di Bumthang, i suoi genitori erano feudatari e all'età di nove anni, suo padre la mandò a scuola in India, dove ha imparato l'inglese. In India ha studiato psicologia all'Indraprastha College for Women di Delhi e poi ha preso un Bachelor of Arts all'Università del Nebraska-Lincoln. Ha lavorato per il Programma delle Nazioni Unite per lo sviluppo in Bhutan, ha sposato uno svizzero e oggi vive nella capitale Thimphu.
Il suo romanzo autobiografico The Circle of Karma è stato tradotto in italiano nel 2009 con il titolo Il viaggio di Tsomo.
Sempre nel 2009 ha partecipato al Festivaletteratura di Mantova.Inoltre collabora con la prestigiosa rivista Colors, fondata nel 1991 dal fotografo Oliviero Toscani e da Tibor Kalman nel 1991.